# Xã Hill, Quận Cass, Bắc Dakota
Xã Hill (tiếng Anh: Hill Township) là một xã thuộc quận Cass, tiểu bang Bắc Dakota, Hoa Kỳ. Năm 2010, dân số của xã này là 53 người.